# Abdelfattah Hamadache
Abdelfattah Hamadache Zeraoui est un prédicateur islamiste salafiste algérien et dirigeant du parti Front de la sahwa islamique (non reconnu officiellement). Il avait émis une fatwa contre l'écrivain Kamel Daoud appelant à son exécution pour apostasie après que ce dernier a critiqué le rapport des musulmans à leur religion sur le plateau d’une chaîne de télévision française. Il sera alors condamné à 6 mois de prison dont 3 fermes. Cependant, cette condamnation sera annulée en juin 2016 par la cour d'appel d'Oran pour « incompétence territoriale ».